# Fabiana peckii
Fabiana peckii là loài thực vật có hoa trong họ Cà. Loài này được Niederl. mô tả khoa học đầu tiên năm 1881.